# Mushihimesama
Mushihimesama (jap.: 虫姫さま, „Insektenprinzessin“) ist ein 2D-Shoot-’em-up-Videospiel der Firma AMI, das 2004 von CAVE für Arcade-Automaten sowie PlayStation 2 entwickelt wurde. Später erschien auch eine HD-Version für die Xbox 360, die 2015 schließlich auch auf den PC portiert wurde. Damit wurde das Spiel erstmals auch offiziell westlichen Spielern zugänglich, da die Konsolen-Versionen nur in Japan erschienen. 2006 erschien exklusiv für die Xbox 360 ein Nachfolger unter dem Namen Mushihimesama Futari. Bei Mushihimesama handelt es sich um einen Bullet-Hell-Shooter, bei dem die Gegner verschiedene Insekten sind. Die Welt ist sehr detailliert und farbenfroh in Szene gesetzt. Das Spiel gilt als eines der anspruchsvollsten Bullet-Hell-Shooter: Vor allem der Ultra-Mode, bei dem nahezu der gesamte Bildschirm mit feindlichem Feuer bedeckt ist, stellt auch Shoot-’em-up-Profis vor eine echte Herausforderung.

## Handlung
Die Welt Mushihimesama ist eine wilde Welt, die sich von Wüstenbereichen schnell in lauschigen Wäldern ändern kann. Die Welt wird von Gliederfüßern und anderen Käfern bewohnt, die im Spiel Koujuu genannt werden. Diese übergroßen Insekten können in der rauen Umgebung durch ihre verstärkten Panzer überleben. Jedoch sind sie durch das Miasma giftig gegenüber Menschen. Nur eine kleine Anzahl der bisherigen Menschen ist es erlaubt durch einen Pakt zu überleben. Im Hoshifuri-Dorf wird hierfür alle 200 Jahre ein 15-jähriges Mädchen geopfert. Die Tochter der königlichen Familie Reco, ist scheinbar die Nächste die geopfert werden soll. An dem Tag an dem sie 15 wird, wird das Dorf durch Miasma kontaminiert. Um sie zu retten, fliegt sie in den Shinjuku-Wald und reitet dabei auf dem Käfer Kiniro, den sie durch telepathische Fähigkeiten steuert auf ein Abenteuer um Koujuu, die Gottheit für die das Opfer diente, zu besiegen.